# Guido Priesel
Guido Priesler, křtěný Quido Bernhard Johann (15. června 1890, Vrchlabí – 20. března 1918, Fischamend) byl letecký konstruktér, průkopník létání a letec.

## Životopis

### Mládí
Guido Priesel se narodil roku 1890 do rodiny zednického mistra. Ještě před rokem 1914 sestavil několik letadel vlastní konstrukce. Doložen je však jen jediný model, skutečně postavený a zalétaný. Šlo o motorový jednoplošník, jehož přesnou podobu ovšem dosud neznáme. S jeho stavbou, která probíhala ve vrchlabské karosárně synů Ignáce Theodora Petery, mu pomáhal jiný budoucí válečný letec, o pět roků mladší Otto Schrimpl, syn vrchlabského starosty JUDr. Huberta Schrimpela. Za letiště tehdy Prieselovi sloužila travnatá plocha ve Vejsplachách (nedaleko současného fotbalového stadionu), kde zhotovil i malou dílnu a plátěný hangár. K záletu tohoto stroje došlo roku 1914.

### 1. světová válka
Po vypuknutí první světové války i s Ottou Schrimplem narukoval do rakouské armády. Nejprve bojoval na ruské frontě, avšak utrpěl zranění a roku 1915 se dostal na vlastní žádost do Luftfahrtarsenalu (od roku 1916 Fliegerarsenal). Zde jako letecký konstruktér spolupracoval na vývoji bojových letounů. V dubnu 1917 obdržel povolení ke stavbě jednomístného lehkého stíhacího dvouplošníku (Kampf-Einsitzer-Priesel). Během práce na stíhačce spojil síly s továrníkem Karlem Hoirem, který zafinancoval projekt a na oplátku získal práva na některé Prieselovy patenty. K záletu došlo 6. dubna 1918, ale testy nedopadly uspokojivě. Letoun byl roku 1920 nabízen letectvu ČSR, to o něj však neprojevilo zájem.
Podílel se také na vývoji konstrukce pumových závěsníků a schránek II VK pro nesynchronizované kulomety. Jeho nejdůležitějším vynálezem je však synchronizační zařízení pro letecké kulomety Schwarzloze. (Priesel-Steuerung). První praktické testy proběhly v říjnu 1917 a skončily úspěšně. Od následujícího roku se toto zařízení stalo standardní výbavou stíhacích letounů Albatros D.III. Vedle toho ve Fischamendu vyvinul nový univerzální oběžný kruh pro obranný kulomet pro dvoumístné letouny (inspiroval se britským oběžným kruhem Scarff). Ten se na frontu již nedostal, neboť první vyrobený byl až v lednu 1919.
Ve válce získal Priesel hodnost nadporučíka (Oberleutnant). Zemřel 20. března 1918 při zkušebním letu na letounu Fokker B.I.1. Je pohřben na Městském hřbitově ve Vrchlabí.